# Synegia potenza
Synegia potenza är en fjärilsart som beskrevs av Holloway 1976. Synegia potenza ingår i släktet Synegia och familjen mätare. Inga underarter finns listade i Catalogue of Life.